# Kate & Koji
Kate & Koji è una sitcom televisiva britannica del 2020 prodotta da Hat Trick Productions per ITV, creata e scritta da Andy Hamilton e Guy Jenkin.

## Trama
Kate, proprietaria di un bar nel sud dell'Essex, stringe amicizia con uno dei suoi clienti abituali, Koji, un medico africano in cerca d'asilo nel Regno Unito. Koji inizia a praticare la professione ufficiosamente nel locale in cambio di cibo gratis, in modo da attirare clienti per Kate.

## Episodi
La serie è composta da sei episodi, trasmessi su ITV dal 18 marzo al 22 aprile 2020.
| Stagione         | Episodi | Prima TV originale | Prima TV Italia |
| ---------------- | ------- | ------------------ | --------------- |
| Prima stagione   | 6       | 2020               | 2020            |
| Seconda stagione | 6       | 2022               |                 |

## Personaggi e interpreti
- Kate Abbott, interpretata da Brenda Blethyn. Proprietaria del bar.
- Koji, interpretato da Jimmy Akingbola. Medico in cerca d'asilo.
- Medium Dan, interpretato da Blake Harrison. Nipote di Kate.
- Councillor Bone, interpretata da Barbara Flynn. Arcinemica di Kate.

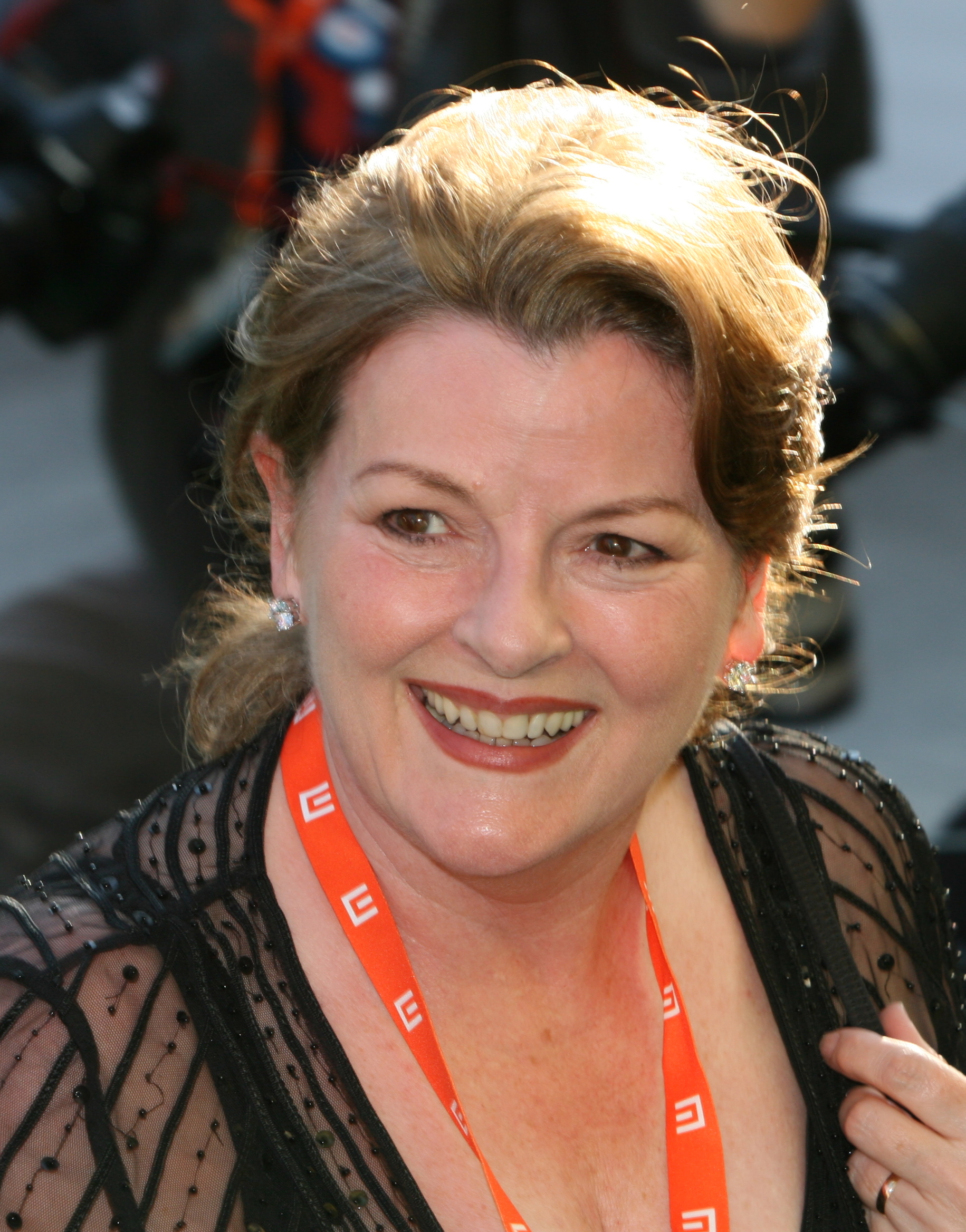
Brenda Blethyn interpreta Kate Abbott
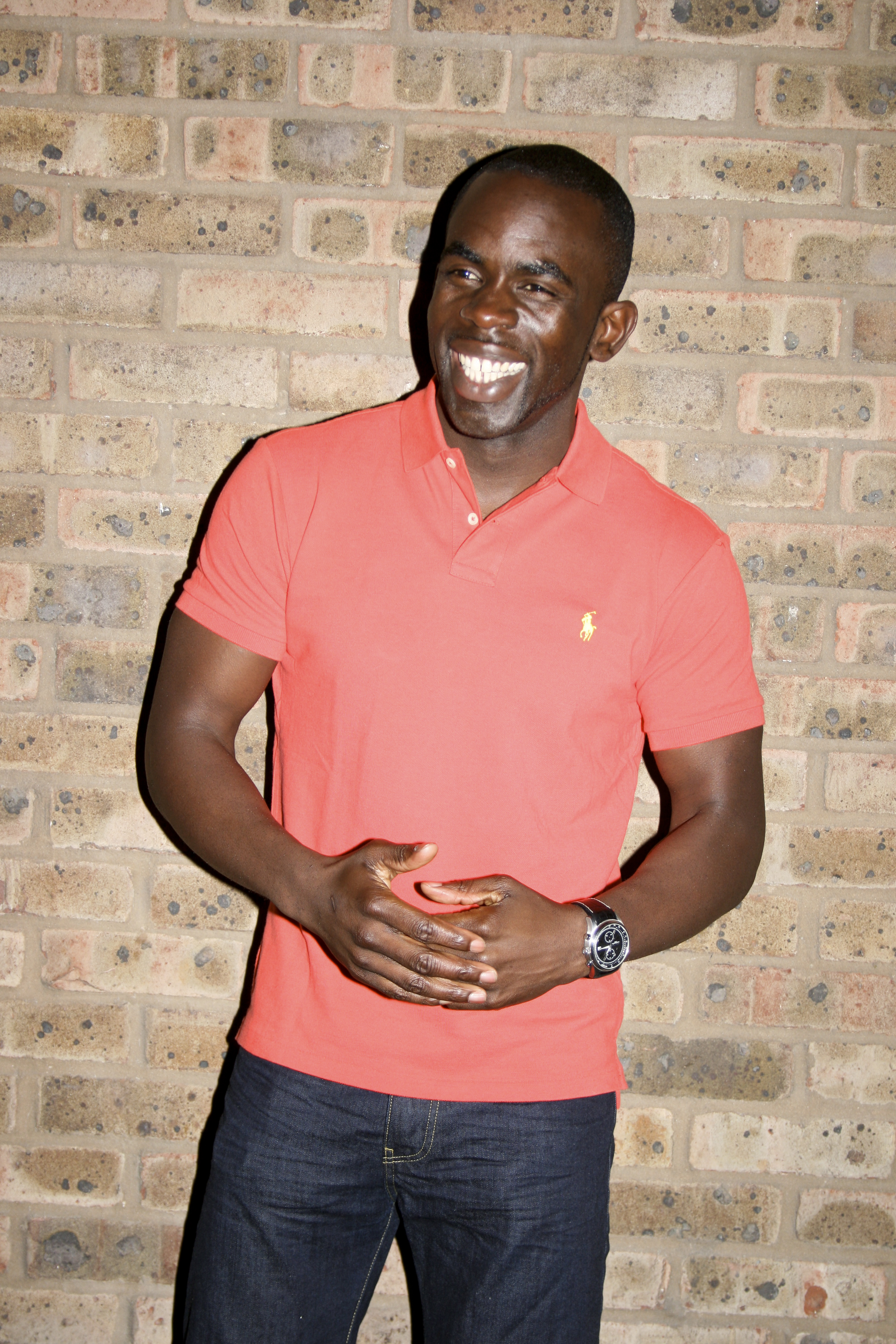
Jimmy Akingbola interpreta Koji
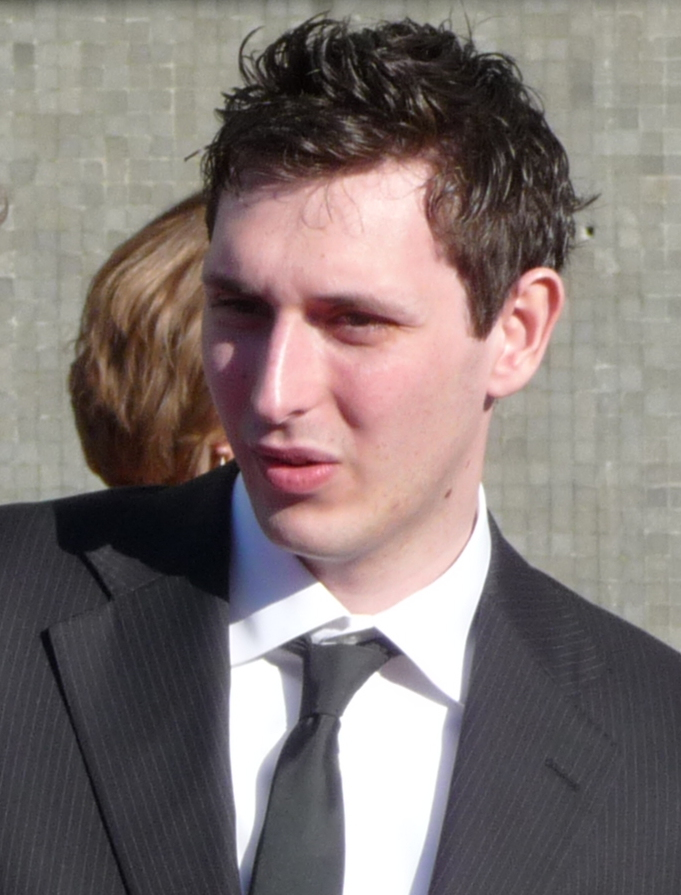
Blake Harrison interpreta Medium Dan
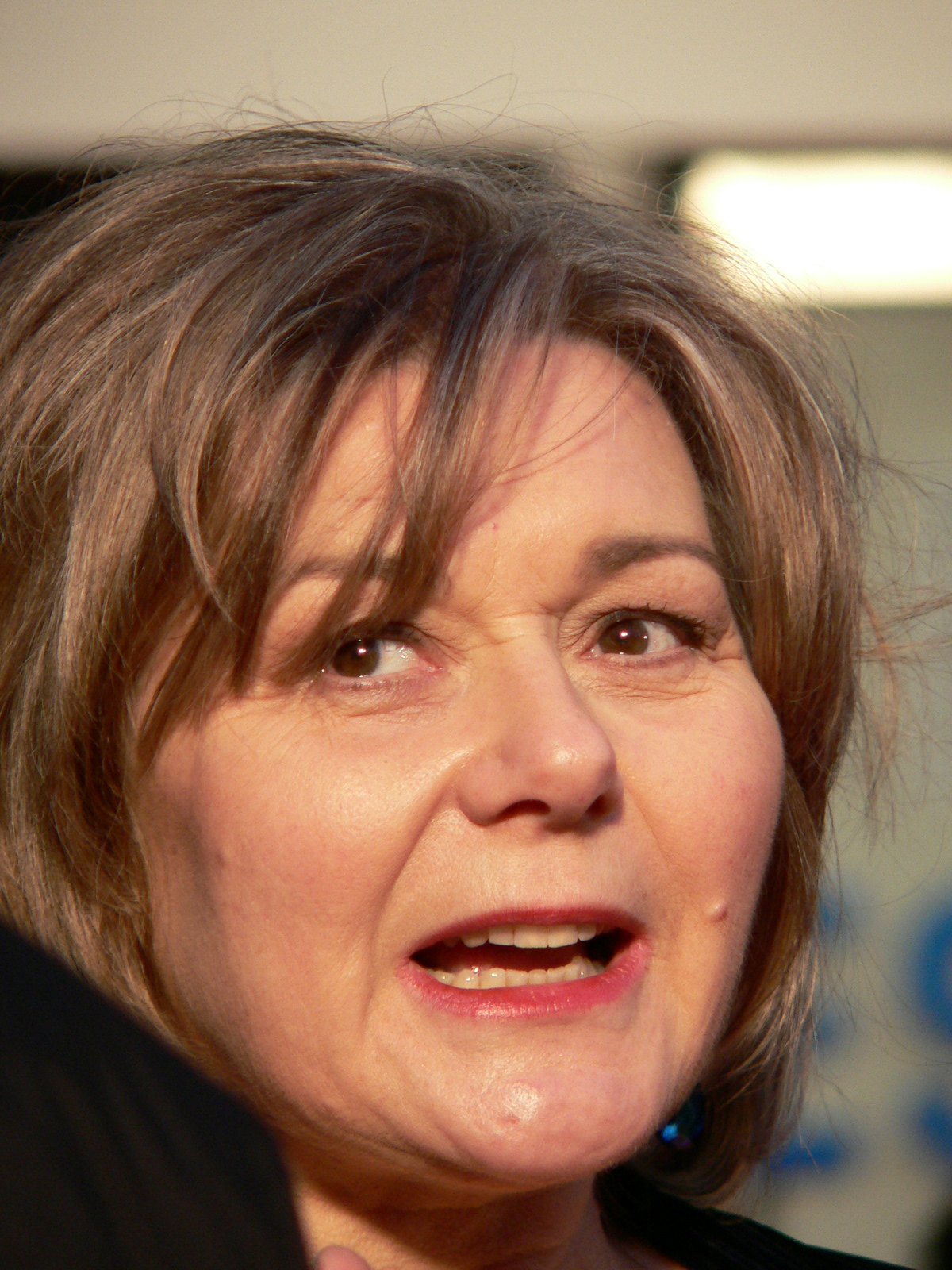
Barbara Flynn interpreta Councillor Bone